# Diplomacia dos estádios
A diplomacia dos estádios consiste numa forma de diplomacia cultural praticada por uma nação mediante financiamento e construção de estádios e instalações desportivas em outras nações. A China faz uso dessa espécie de poder brando para assegurar reconhecimento diplomático alinhado à Política de Uma China e também para obter acesso à exploração de recursos naturais disponíveis em abundância nestes países.
A construção das praças desportivas em questão é financiada conforme a natureza do projeto e às estratégias comerciais chinesas. Em alguns casos, são construídas diretamente por construtoras chinesas como "presentes" que visam fortalecer laços comerciais com o país beneficiado. Em outros casos, países que vão sediar algum evento desportivo de nível  continental ou mundial obtém empréstimos a juros subsidiados em instituições financeiras chinesas para a construção de tais praças desportivas.
Tal prática diplomática teve início na década de 1970 quando a China financiou a construção do Estádio Amaan na Tanzânia, oficialmente inaugurado em 1970. Atualmente, as nações da África, América Latina, Caribe, Sudeste Asiático e Oceania são as mais visadas pelas relações exteriores da China para a prática dessa forma de diplomacia cultural de poder brando.

## Estádios construídos ou financiados

### África
| País                           | Estádio                                       | Capacidade | Inauguração     | Ref.   |
| ------------------------------ | --------------------------------------------- | ---------- | --------------- | ------ |
| Angola                         | Estádio Nacional 11 de Novembro               | 50 000     | 2009            | [ 5 ]  |
| Angola                         | Estádio Nacional de Ombaka                    | 35 000     | 2010            | [ 5 ]  |
| Angola                         | Estádio Nacional da Tundavala                 | 20 000     | 2010            | [ 5 ]  |
| Angola                         | Estádio Nacional do Chiazi                    | 20 000     | 2010            | [ 5 ]  |
| Benim                          | Estádio da Amizade de Benin                   | 20 000     | 1982            | [ 6 ]  |
| Burquina Fasso                 | Estádio do 4 de Agosto                        | 38 000     | 1984            | [ 7 ]  |
| Cabo Verde                     | Estádio Nacional de Cabo Verde                | 15 000     | 2014            | [ 8 ]  |
| Camarões                       | Estádio de Kouekong                           | 20 000     | 2016            | [ 9 ]  |
| Camarões                       | Estádio de Limbe                              | 20 000     | 2016            | [ 9 ]  |
| Chade                          | Estádio Nacional de Jamena                    | 30 000     | 2023 (previsto) | [ 10 ] |
| Costa do Marfim                | Estádio Olímpico de Ebimpé                    | 60 012     | 2020            | [ 11 ] |
| Djibuti                        | Estádio Hassan Gouled Aptidon                 | 20 000     | 1993            | [ 12 ] |
| Gabão                          | Estádio de Angondjé                           | 40 000     | 2011            | [ 13 ] |
| Gabão                          | Estádio de Port-Gentil                        | 20 200     | 2017            | [ 14 ] |
| Gabão                          | Estádio de Oyem                               | 20 031     | 2017            | [ 15 ] |
| Gâmbia                         | Estádio da Independência                      | 28 000     | 1984            | [ 16 ] |
| Gana                           | Estádio Desportivo de Cape Coast              | 15 000     | 2016            | [ 17 ] |
| Guiné                          | Estádio General Lansana Conté                 | 50 000     | 2012            | [ 18 ] |
| Guiné-Bissau                   | Estádio Nacional 24 de Setembro               | 15 000     | 1989            | [ 19 ] |
| Guiné Equatorial               | Estádio de Bata                               | 35 700     | 2014            | [ 20 ] |
| Ilhas Maurícias                | Estádio de Anjalay                            | 16 000     | 2003 (reforma)  | [ 21 ] |
| Libéria                        | Complexo Desportivo Samuel Kanyon Doe         | 35 000     | 1986            | [ 22 ] |
| Malawi                         | Estádio Nacional Bingu                        | 41 100     | 2017            | [ 23 ] |
| Mali                           | Estádio do 26 de Março                        | 55 000     | 2001            | [ 24 ] |
| Mauritânia                     | Estádio Olímpico de Nuaquexote                | 25 000     | 1985            | [ 25 ] |
| Marrocos                       | Estádio Príncipe Moulay Abdellah              | 65 000     | 1983            | [ 26 ] |
| Moçambique                     | Estádio Nacional do Zimpeto                   | 42 000     | 2011            | [ 27 ] |
| Níger                          | Estádio General Seyni Kountché                | 35 000     | 1999 (reforma)  | [ 28 ] |
| Quênia                         | Complexo Desportivo Internacional de Kasarani | 60 000     | 1987            | [ 29 ] |
| República Centro-Africana      | Estádio Barthélemy Boganda                    | 20 000     | 2006            | [ 30 ] |
| República do Congo             | Estádio Olímpico de Brazavile                 | 60 055     | 2015            | [ 31 ] |
| República Democrática do Congo | Estádio dos Mártires de Pentecostes           | 80 000     | 1994            | [ 32 ] |
| Ruanda                         | Estádio Nacional de Amahoro                   | 30 000     | 1989            | [ 33 ] |
| Senegal                        | Estádio Léopold Sédar Senghor                 | 60 000     | 1985            | [ 34 ] |
| Serra Leoa                     | Estádio Nacional Siaka Stevens                | 36 000     | 1980            | [ 35 ] |
| Serra Leoa                     | Estádio Bo                                    | 10 000     | 2014            | [ 36 ] |
| Somália                        | Estádio de Mogadíscio                         | 65 000     | 1978            | [ 37 ] |
| Tanzânia                       | Estádio Amaan                                 | 15 000     | 1970            | [ 3 ]  |
| Tanzânia                       | Estádio Nacional Benjamin Mkapa               | 60 000     | 2007            | [ 38 ] |
| Togo                           | Estádio de Kégué                              | 30 000     | 2000            | [ 39 ] |
| Uganda                         | Estádio Nacional Nelson Mandela               | 45 202     | 1997            | [ 40 ] |
| Zâmbia                         | Estádio Levy Mwanawasa                        | 49 000     | 2012            | [ 41 ] |
| Zâmbia                         | Estádio dos Heróis Nacionais                  | 60 000     | 2014            | [ 42 ] |
| Zimbabwe                       | Estádio Nacional de Desportos                 | 60 000     | 1987            | [ 43 ] |

### América Latina
| País        | Estádio                         | Capacidade | Inauguração   | Ref.   |
| ----------- | ------------------------------- | ---------- | ------------- | ------ |
| Costa Rica  | Estádio Nacional da Costa Rica  | 35 000     | 2011          | [ 44 ] |
| El Salvador | Estadio Nacional de El Salvador | 50 000     | em construção | [ 45 ] |

### Caribe
| País              | Estádio                        | Capacidade | Inauguração   | Ref.   |
| ----------------- | ------------------------------ | ---------- | ------------- | ------ |
| Antígua e Barbuda | Estádio Sir Vivian Richards    | 20 000     | 2007          | [ 46 ] |
| Bahamas           | Estádio Nacional das Bahamas   | ?          | em construção | [ 47 ] |
| Barbados          | Ginásio Garfield Sobers        | 5 000      | 1992          | [ 48 ] |
| Dominica          | Windsor Park                   | 12 000     | 2007          | [ 49 ] |
| Granada           | Estádio Nacional de Críquete   | 20 000     | 2007          | [ 50 ] |
| Guiana            | Estádio da Providência         | 20 000     | 2006          | [ 51 ] |
| Haiti             | Estádio Fênix                  | 12 000     | em construção | [ 52 ] |
| Jamaica           | Mini-Estádio de Sligoville     | 1 500      | 2007          | [ 53 ] |
| Santa Lúcia       | Estádio George Odlum           | 9 000      | 2002          | [ 54 ] |
| Suriname          | Ginásio Anthony Nesty Sporthal | ?          | 1987          | [ 55 ] |

### Sudeste Asiático
| País    | Estádio                        | Capacidade | Inauguração    | Ref.   |
| ------- | ------------------------------ | ---------- | -------------- | ------ |
| Camboja | Estádio Nacional Morodok Techo | 60 000     | 2021           | [ 56 ] |
| Laos    | Estádio Nacional de Laos       | 25 000     | 2009           | [ 57 ] |
| Myanmar | Estádio Thuwunna               | 50 000     | 1985           | [ 58 ] |
| Nepal   | Estádio Dasharath              | 25 000     | 2012 (reforma) | [ 59 ] |

### Oceania
| País                            | Estádio                                      | Capacidade | Inauguração    | Ref.   |
| ------------------------------- | -------------------------------------------- | ---------- | -------------- | ------ |
| Estados Federados da Micronésia | Centro Desportivo da Amizade Sino-Micronésia | 1 300      | 2002           | [ 60 ] |
| Fiji                            | Centro Nacional de Hóquei de Fiji            | 500        | 2003           | [ 61 ] |
| Kiribati                        | Complexo Desportivo de Betio                 | ?          | 2006           | [ 62 ] |
| Papua-Nova Guiné                | Estádio Desportivo de Wewak                  | ?          | 2010           | [ 63 ] |
| Samoa                           | Estádio Apia Park                            | 15 000     | 2019 (reforma) | [ 64 ] |